# Vitebska oblast
Vitebska oblast (belorusko Віцебская вобласць, Vicebskaja voblasc’; rusko Витебская область, Vitebskaja oblast’) je oblast na severu Belorusije. Njeno upravno središče je Vitebsk, ostala pomembna mesta pa so Orša, Polack in Navapolack.
Meji na Mogiljovsko, Minsko in Grodensko oblast ter na Litvo, Latvijo in Rusijo. Je po površini druga največja, a najredkeje poseljena beloruska oblast. Leži v Beloruskem pojezerju, zemljepisni pokrajini, znani po svojih številnih jezerih in zavarovanih območjih, ki jih je več kot v katerikoli drugi oblasti.

## Upravna delitev
Oblast se deli na 21 rajonov, dve mesti – Vitebsk in Navapolack – pa sta podrejeni neposredno oblastni vladi.
| Rajon                 | Upravno središče        | Površina (km²) | Prebivalstvo (ocena 2024) |
| --------------------- | ----------------------- | -------------- | ------------------------- |
| Bešankoviški rajon    | Bešankoviči             | 1250,5         | 13.385                    |
| Braslavski rajon      | Braslav                 | 2269,8         | 23.139                    |
| Verhnjadzvinski rajon | Verhnjadzvinsk          | 2136,2         | 18.748                    |
| Vitebski rajon        | Vitebsk (ni del rajona) | 2712,0         | 34.153                    |
| Gliboški rajon        | Glibokae                | 1763,4         | 33.315                    |
| Garadoški rajon       | Garadok                 | 2983,8         | 20.420                    |
| Dokšiški rajon        | Dokšici                 | 2265,9         | 20.586                    |
| Dubrovenski rajon     | Dubrovna                | 1251,4         | 13.137                    |
| Lepelski rajon        | Lepel                   | 1831,6         | 30.393                    |
| Ljozenski rajon       | Ljozna                  | 1393,8         | 14.756                    |
| Mjorski rajon         | Mjori                   | 1780,3         | 17.593                    |
| Oršanski rajon        | Orša                    | 1706,8         | 141.046                   |
| Polacki rajon         | Polack                  | 3169,9         | 99.576                    |
| Pastavski rajon       | Pastav                  | 2095,7         | 31.733                    |
| Rasonski rajon        | Rasoni                  | 1924,7         | 8314                      |
| Senenski rajon        | Sjano                   | 1967,3         | 18.622                    |
| Talačinski rajon      | Talačin                 | 1497,8         | 21.800                    |
| Ušaški rajon          | Ušači                   | 1493,7         | 11.517                    |
| Čašniški rajon        | Čašniki                 | 1474,9         | 26.433                    |
| Šarkavščinski rajon   | Šarkavščina             | 1197,0         | 13.005                    |
| Šumilinski rajon      | Šumilina                | 1704,1         | 16.128                    |
| mesto Vitebsk         | –                       | 134,6          | 358.395                   |
| mesto Navapolack      | –                       | 57,3           | 95.717                    |

## Prebivalstvo
Ob popisu prebivalstva leta 2019 je v Vitebski oblasti živelo slabega 1,14 milijona ljudi. 82,3 % prebivalcev se je opredelilo za Beloruse, 12,2 % za Ruse in 1,6 % za Ukrajince, druge narodnosti so predstavljale po manj kot odstotek.
Kot materni jezik je 51,6 % ljudi navedlo ruščino in 45,5 % beloruščino, kot jezik, ki se običajno govori doma, pa jih je ruščino navedlo 85,0 % in beloruščino 12,6 %.